# Seungmu
El Seungmu es un baile tradicional coreano que tiene su origen en Budismo coreano . Es el baile más famoso de las danzas coreanas y fue registrado por sus importantes propiedades culturales intangibles en 1967. Actualmente, los coreógrafos bailan el Seungmu como una sola danza.

## Origen
Su origen es incierto porque no se han encontrado evidencias. Los investigadores suponen que la danza tiene su origen en la danza budista o la danza tradicional coreana.

## Formas
Los bailarines visten el jangsam que es un tipo de Hanbok, la vestimenta tradicional coreana con el sombrero blanco.  El Jangsam es un vestido con mangas muy larga y fue usado por los bailarines en la Corte real durante la Dianstia Joseon. El tambor tradicional o bubgo es la parte más importante del Seungmu. 
Hay 8 etapas en esta danza, en las cuales el bailarín cambia su forma de danzar. Se le considera como la danza más hermosa de Corea debido a sus movimientos pacíficos y calmos.